# Mogens Otto Reholt
Mogens Otto Reholt (1916-1945) var et medlem af DNSAP og overløjtnant i HIPO, der kort før befrielsen blev likvideret af modstandsgruppen Holger Danske.

## Familieforhold, opholdssteder, erhverv
Han blev født den 6. maj 1916 i Hellerup sogn som søn af inspektør Jens Peder Reholt og hustru Rigmor Elisabeth, født Larsen, på Kathrinevej 16 i Hellerup. En yngre bror, Erik Peder Reholt, blev født 24. august 1921.
Faderen, der var forhenværende inspektør ved Bernstorrf Slot, døde i 1930 af cancer 46 år gammel. Familiens bopæl var en villa på Solbakkevej 1 nær ved Bernstorffsparken i Gentofte.  
Reholt kom fra et nationalkonservativt hjem, og han var i 1930’erne medlem af lokalafdelingen af Konservativ Ungdom (KU) i Gentofte.
Han blev gift i Gentofte sogn den 26. september 1939 med Mimi Christensen og boede på Holmevej 36 i Holte.
I 1941 boede han på Strandvejen 373 A i Skovshoved med stillingsangivelse som assistent, i 1944 på Ibstrupvænget 10 i Jægersborg med stillingsangivelse bogholder og i 1945 Hellerupvej 52 med stillingsbetegnelsen kontorchef.

## Medlemskab af DNSAP
Han var medlem af Danmarks Nationalsocialistiske Arbejderparti fra november 1940, hvor han kom til at lede propagandaarbejdet i 10. distrikt i partiets Storkøbenhavn Syssel.

## Tjeneste i Schalburgkorpset og HIPO
I efteråret 1943 dannedes Schalburgkorpsets Efterretningstjeneste (ET) som en kontraefterretningstjeneste med sæde i Frimurerlogen på Blegdamsvej i København, og som blev et autonomt center for den nazistiske kamp mod modstandsbevægelsen. Chefen for ET, juristen Erik Spleth, der havde været medlem af DNSAP siden midten af 1930’erne, valgte som næstkommanderende Erik Victor Pedersen, og de to rekrutterede som én af de første den velklædte 27-årige kontoruddannede prokurist hos bryggeriet Tuborg, Mogens Otto Reholt med dæknavnet ”Svend Rasmussen”, der næsten altid var iført ridestøvler. De tre ET-ledere fik en stadig nærmere tilknytning til og gik i byen med den højere SS- og politifører Günther Pancke, ligesom Reholt fik et venskabsforhold til Panckes adjudant, Hauptmann Otto Mayr. I marts 1944 blev Erik Victor Pedersen chef for ET med rang af kaptajn, og Reholt blev dermed reelt næstkommanderende. ET-chefen flyttede kort tid efter fra Frimurerlogen til en dækadresse på 3. sal i Dahlerupsgade 1 under dæknavnet ”Fabrikant K. Seidenfaden” tæt på Shellhuset og Dagmarhus. ET sendte løbende indberetninger til kontoret i Dahlerupsgade, hvor de blev vurderet på daglige parolemøder under forsæde af chefen og hans adjudant Reholt, der havde rang af overløjtnant.
Den 3. marts 1944 pågreb Reholt sammen med to andre i København den 44-årige Schalburg-tropsfører Frits von Eggers på mistanke om spionage. De førte von Eggers, der stod i forhold til Schalburgkorpsets chef, Knud Børge Martinsens hustru, til Dagmarhus, hvor han efter afhøring af Panckes ET-kontakt blev sendt videre til Frimurerlogen til afgørelse hos Martinsen. Hustruen havde fortalt sin mand om sit forhold til von Eggers. Martinsen nedsatte på stedet en krigsret bestående af ham selv, major i Schalburgkorpset Johan Stahr og Erik Spleth som dommere og Reholt som anklager. Efter en kort rettergang blev von Eggers dødsdømt og likvideret med et nakkeskud af Martinsen i Frimurerlogens kælder.
Om morgenen den 30. august 1944 blev den 65-årige civilingeniør Jens Emil Snog Christensen pågrebet på Asgårdsvej, Frederiksberg, og bortført. Reholt og med en anden var sigtet for pågribelsen og bortførelsen, der samme aften førte til et clearingmord i Snekkersten af den bortførte.  
Dagen efter besættelsesmagtens opløsning af det danske politi 19. september 1944 ændrede Efterretningstjenesten navn til HIPO (Hilfspolizei), og Reholt flyttede til et kontor på 1. sal i Københavns Politigård. Han bragte dagligt alle rapporter fra Politigården til chefen Erik Victor Pedersen, der fortsat residerede i dæklejligheden i Dahlerupsgade, hvor HIPO-staben, der også kom til at omfatte overløjtnant Frederik Mortensen og HIPOs senere og sidste chef, Octavius Norreen, holdt møder – ofte med deltagelse af Panckes adjudant, Otto Mayr, som sad på pengekassen og videregav SS-generalens direktiver. 
Overløjtnant Reholt var en markant og frygtet figur i ET. Han fremstod for nogle som Politigårdens ”onde ånd” og den mest tyskorienterede. Han var i realiteten organisationens nummer to. Hans funktion som ”adjudant” var misvisende, for Reholt var forvaltningschef og i dagligdagen den stærke mand på Politigården, hvor han var leder af forvaltningen og det uniformerede HIPO. Han var nøgleperson ved dannelsen af Svend Staal-gruppen og fungerede som referent i Danmark for organisationen Antikomintern. 

## Likvidering
I modstandskredse blev Reholt anset for at være en modbydelig sadist, og han havde i flere måneder været i søgelyset hos modstandsgruppen Holger Danske, der i længere tid havde prøvet at komme på skudhold af ham, men han var svær at komme ind på livet af; han vidste godt, at han var i fare, og han var god til at dække sig ind, bl.a. ved stadig at flytte og være under skarp bevogtning.   Han havde flere gange tidligere været udsat for attentatforsøg. 
Da Holger Danskes gruppe Lange med lederen Gudrun Johansen med dæknavnet ”frk. Lange” i begyndelsen af marts 1945 havde fået bekræftet, at Reholts mor var indlagt på en afdeling på Gentofte Amtssygehus, havde de i nogle dage holdt de øje med de besøgende på afdelingen, og den 7. marts observerede ”frk. Lange”, der havde skaffet sig ansættelse på afdelingen, at Reholt – iført lange sorte støvler – kom på sygebesøg hos sin mor, der havde besøg af hans hustru og lille datter. Da han sammen med kone og datter forlod afdelingen, fulgte ”frk. Lange” lige bag efter i hvid kittel, så de ventende gruppemedlemmer uden for sygehuset kunne identificere ham, hvorefter to af gruppemedlemmerne likviderede ham med maskinpistoler, da han sammen med kone og datter i barnevogn var kommet ud af porten og ud på pladsen foran sygehuset.   
Om reaktionen i HIPO beretter Informations nyhedstjeneste, at … Nedskydningen af enkelte Medlemmer af Korpset har gjort dybt Indtryk paa Landsforræderne, og da Løjtnant Mogens Reholt i sin Tid blev likvideret udfor Gentofte Amts Sygehus, blev hans Bror grebet af fuldstændigt Vanvid. Han, der er knyttet til Korpset som almindelig Hipo-Mand, rev under Eder og Forbandelser sine Epauletter af Skuldrene i Vagtstuen, greb sin Maskinpistol og styrtede ud paa Gaden, hvor han affyrede Vaabnet til højre og venstre. Efter en voldsom Kamp med sine Kammerater, der var løbet efter ham, blev han omsider overmandet, belagt med Spændetrøje og anbragt i en Celle. Han er nu løsladt med ”Orlov på ubestemt Tid” … Det omtalte familiemedlem var hans fem år yngre bror Erik Peder Reholt.